# Dargida procinctus
Dargida procinctus là một loài bướm đêm trong họ Noctuidae.